# Matamèye (département)
Kantché est un département du sud du Niger, situé dans la région de Zinder. Il est encore parfois nommé département de Matameye.

## Géographie

### Administration
Kanché est un département de 2 381 km² de la région de Zinder. C'est le plus petit département du Niger.

Son chef-lieu est Matamèye.
Son territoire se compose de 9 communes, dont une urbaine et huit rurales:
- Communes urbaines : Matamèye.
- Communes rurales : Dan-Barto, Daouché, Doungou, Ichirnawa, Kantché, Kourni, Tsaouni, Yaouri.

### Situation
Le département de Kantché est entouré par :
- au nord et à l'est : le département de Mirriah,
- au sud : le département de Magaria , et le Nigéria,
- à l'ouest : la région de Maradi (département de Tessaoua).

## Population
La population est estimée à 345 637 habitants en 2011, leur majorité sont des haousa estimé à plus de 95 % et peul à 5 %.

## Économie
L'économie de ces habitants repose principalement sur l'agriculture et l'élevage.

## Histoire

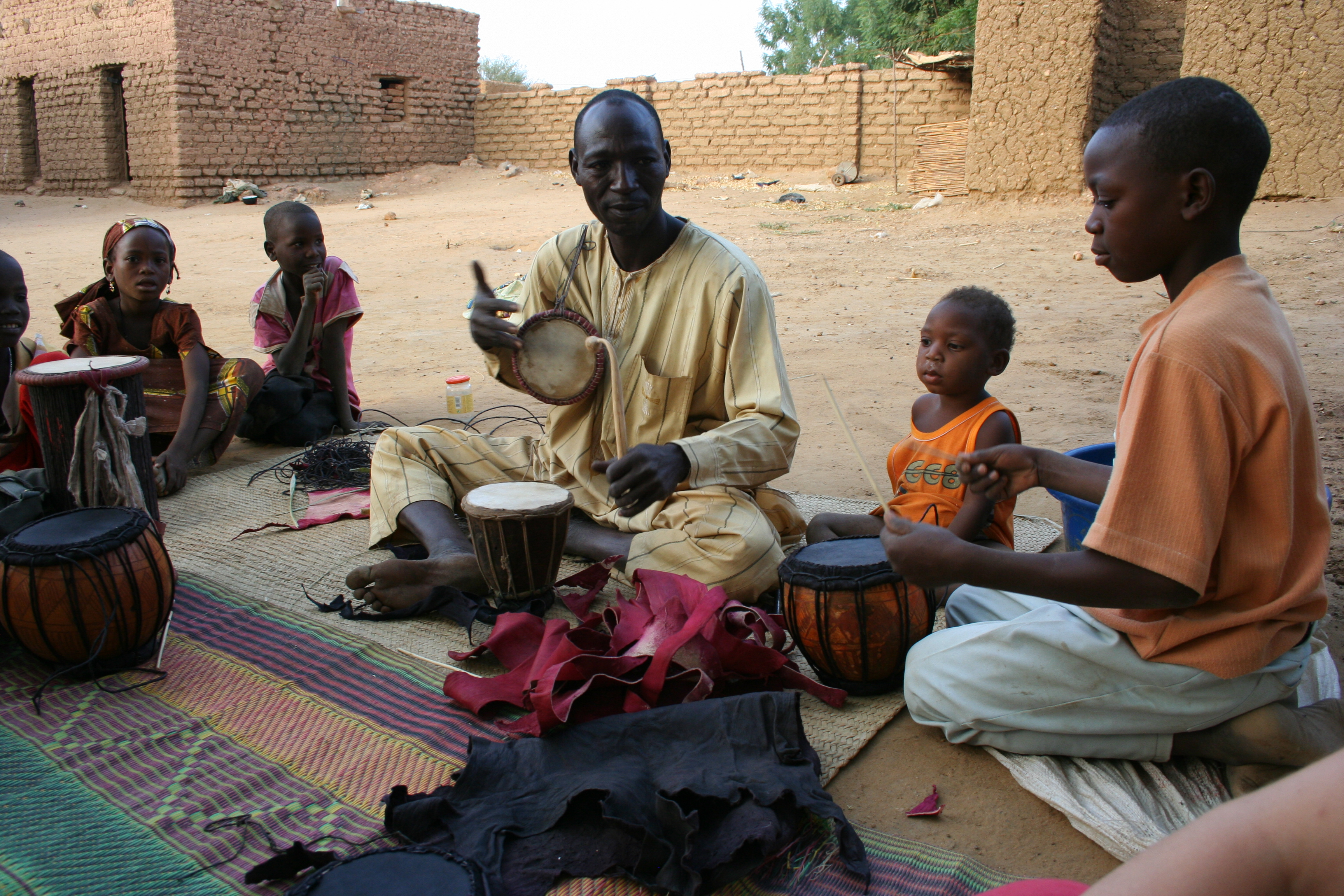
Cours de tambour à Kantché.

Chef lieu du canton se trouve à kantché avec Tountouma Abdoul Kader Amadou Issaka en tête de la chefferie depuis le 13 Juillet 2005.

## Culture et patrimoine
Le département de Kantché est un des rares départements du Niger où un seul chef de canton règne sur toute l'étendue du territoire. Il siège au palais de Kantché. À cela s'ajoute un chef du groupement peulh basé à Kaori.